# Anosia adustus
Anosia adustus är en fjärilsart som beskrevs av Frederick DuCane Godman och Osbert Salvin 1882. Anosia adustus ingår i släktet Anosia och familjen praktfjärilar. Inga underarter finns listade i Catalogue of Life.